# Hemileius
Hemileius är ett släkte av kvalster. Hemileius ingår i familjen Hemileiidae.

## Dottertaxa tillHemileius, i alfabetisk ordning[1]
- Hemileius areolatus
- Hemileius asiaticus
- Hemileius bellissimus
- Hemileius biclavulus
- Hemileius brevilamellatus
- Hemileius calcaratus
- Hemileius clavatus
- Hemileius copectus
- Hemileius deletus
- Hemileius dispar
- Hemileius elongatus
- Hemileius fissuratus
- Hemileius flagellatus
- Hemileius formosanus
- Hemileius foveolatus
- Hemileius glaber
- Hemileius gressitti
- Hemileius haydeni
- Hemileius heterotrichus
- Hemileius hierrensis
- Hemileius humeralis
- Hemileius indentatus
- Hemileius initialis
- Hemileius inornatus
- Hemileius lagunensis
- Hemileius lanceolatus
- Hemileius laticlava
- Hemileius lineatus
- Hemileius longisetosus
- Hemileius luzonensis
- Hemileius major
- Hemileius microclava
- Hemileius minimus
- Hemileius muscicola
- Hemileius nagaii
- Hemileius neonominatus
- Hemileius nicki
- Hemileius papillifer
- Hemileius paraguayensis
- Hemileius paratenuis
- Hemileius parvus
- Hemileius perforatoides
- Hemileius perforatus
- Hemileius perlongus
- Hemileius propinquus
- Hemileius proximus
- Hemileius pseudoareolatus
- Hemileius punctatus
- Hemileius quadripilis
- Hemileius rectus
- Hemileius robustus
- Hemileius romanicus
- Hemileius scrobina
- Hemileius sculpturatus
- Hemileius similis
- Hemileius singularis
- Hemileius subareolatus
- Hemileius suramericanus
- Hemileius tenuis
- Hemileius thienemanni
- Hemileius thujae
- Hemileius translamellatus
- Hemileius trichosus
- Hemileius tuberculatus
- Hemileius vermiculatus